# Illustrirter Kalender

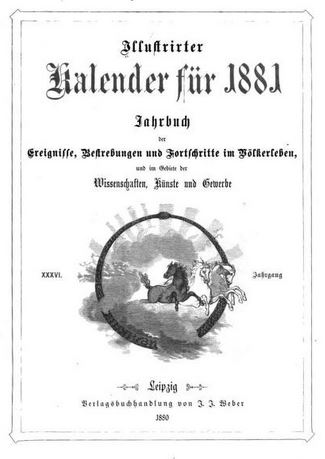
Illustrirter Kalender 1881

Der Illustrirte Kalender – Jahrbuch der Ereignisse, Bestrebungen und Fortschritte im Völkerleben und im Gebiet der Wissenschaften, Künste und Gewerbe erschien von 1846 bis 1881 im Verlag J. J. Weber in Leipzig. Verleger und Herausgeber war Johann Jacob Weber.
Die 78. Ausgabe der Illustrirten Zeitung vom 28. Dezember 1844 enthält eine Chronik für das Jahr 1843. Die Darstellung dieser Chronik ist mit den später veröffentlichten Illustrirten Kalendern bzw. Jahrbüchern identisch.
Die Ausgabe Nr. 130 der Illustrirten Zeitung vom 27. Dezember 1845 verzichtete auf eine Chronik für das Jahr 1844 und warb stattdessen mit dem 1. Illustrirten Kalender von 1846. Diese 2. (separierte) Chronik veröffentlichte der Verlag J. J. Weber für das Jahr 1844 mit 350 Abbildungen. Das Vorwort zur ersten Ausgabe des Illustrirten Kalenders von 1846 wurde durch „die Redaktion der Illustrirten Zeitung“ (später heißt es nur noch: „Die Redaktion“) verfasst und datiert auf den 1. Dezember 1845. Jeder Illustrirte Kalender gibt zunächst einen Überblick über astronomische Erscheinungen. Danach folgt eine um zwei Jahre versetzte ausführliche Chronik. So behandelt zum Beispiel das 1846 veröffentlichte Jahrbuch die Ereignisse des Jahres 1844 und das Jahrbuch von 1847 die Ereignisse von 1845.